# Cassida palaestina
Cassida palaestina es un insecto coleóptero de la familia Chrysomelidae.
Fue descrita científicamente en 1858 por Reiche.